# Václav Naxera
Václav Naxera (22. července 1835 Přeštice – 29. prosince 1908 Jindřichův Hradec) ,byl rakouský a český politik, v 2. polovině 19. století poslanec Českého zemského sněmu a Říšské rady, starosta Jindřichova Hradce.

## Biografie
Narodil se do rodiny řeznického mistra Ferdinanda Naxera a jeho manželky Marie, rozené Kundrátové. V roce 1867 se oženil s Terezií Paukovou. Syn Ladislav (1873–1843) působil jako lékař a zemský zdravotní inspektor v Brně.
V roce 1868 začal působit jako advokát, nejprve v Soběslavi. Později se trvale usídlil v Jindřichově Hradci, kde měl advokátní kancelář. Od roku 1871 byl okresním starostou a v roce 1882 se stal starostou města Jindřichův Hradec. Zůstal jím až do své smrti. V roce 1872 založil v Hradci hasičský sbor a byl jeho prvním starostou. Když se v roce 1876 konal v Praze 1. zemský sjezd českého hasičstva, Naxera mu předsedal.
V 80. letech 19. století se zapojil i do zemské politiky. Ve volbách v roce 1883 byl zvolen v městské kurii (volební obvod Jindřichův Hradec – Bystřice) do Českého zemského sněmu. Mandát za týž obvod obhájil ve volbách v roce 1889. Byl členem staročeské strany. Později zasedal také v Říšské radě (celostátní zákonodárný sbor), kam nastoupil 6. října 1898 místo Jana Slavíka. Kandidaturu do Říšské rady již přijal za mladočeskou stranu.